# Schiaschkotan
Schiaschkotan (russisch Остров Шиашкотан; japanisch 捨子古丹島, Shasukotan-tō) ist eine unbewohnte Vulkaninsel der Kurilen. Sie liegt 25 Kilometer südwestlich der Insel Charimkotan sowie 8 km südöstlich der Insel Ekarma und gehört administrativ zur russischen Oblast Sachalin.
Schiaschkotan ist eine Doppelinsel bestehend aus zwei Vulkanen, die nur über einen schmalen Isthmus miteinander verbunden sind. Der Norden der Insel wird vom 934 m hohen Schichtvulkan Sinarka eingenommen, während der Süden vom 828 m hohen Kuntomintar dominiert wird. Die Insel ist etwa 20 km lang und weist eine Fläche von 122 km² auf. Der Nordteil der Insel war einst von Ainu bevölkert, der Ausbruch des Sinarka 1872 zerstörte jedoch das einzige Dorf.